# Darko Pivaljević
Darko Pivaljević (in kyrillischer Schrift Дарко Пиваљевић; * 18. Februar 1975 in Valjevo) ist ein ehemaliger serbischer Fußballspieler.
Der Stürmer startete seine Karriere in seiner Heimat in Serbien, bei den Vereinen Roter Stern Belgrad, FK Čukarički und FK Mladost Lučani. Von dort wechselte er nach Belgien zu Royal Antwerpen. Im Jahre 2000 holte der 1. FC Köln, gerade wieder in die Bundesliga zurückgekehrt, ihn nach Deutschland. Er galt als große Hoffnung, sollte mit seinen Toren dazu beitragen, die Klasse zu halten. Schnell wurde jedoch klar, dass er nicht die erhoffte Verstärkung war. Tore blieben Mangelware und die Geduld von Ewald Lienen, dem damaligen Trainer der Kölner, war schnell zu Ende. Bis 2002 kam er lediglich in acht Spielen bei den Geißböcken zum Einsatz, in denen ihm nur ein Tor gelang. 2002 wechselte er bereits im Laufe der Saison zum RSC Charleroi. Anschließend spielte er ein Jahr in seiner Heimat, um dann wiederum nach Belgien zu gehen. 2004–2007 ging er für Cercle Brügge auf Torejagd. 2007 wechselte er zu Royal Antwerpen zurück und beendete im Sommer 2011 hier seine Karriere.

## Vereine
- Roter Stern Belgrad
- FK Čukarički
- FK Mladost Lučani
- bis 2000 Royal Antwerpen
- 2000–2002 1. FC Köln
- 2002 RSC Charleroi
- 2002–2003 Rad Belgrad
- 2003–2004 Royal Antwerpen
- 2004–2007 Cercle Brügge
- 2007–2011 Royal Antwerpen

## Statistik
- 18 U21-Länderspiele für Jugoslawien

- Bundesliga
8 Spiele; 1 Tor

| Personendaten    | Personendaten             |
| ---------------- | ------------------------- |
| NAME             | Pivaljević, Darko         |
| KURZBESCHREIBUNG | serbischer Fußballspieler |
| GEBURTSDATUM     | 18. Februar 1975          |
| GEBURTSORT       | Valjevo                   |